# Forêts décidues de Sumba
Localisation
Les forêts décidues de Sumba forment une écorégion définie par le fonds mondial pour la Nature (WWF) qui couvre l'intégralité de l'île de Sumba, en Indonésie. Elle appartient à l'écozone australasienne et au biome des forêts décidues sèches tropicales et subtropicales.